# بيغ كريس فلوريس
بيغ كريس فلوريس (بالإنجليزية: Big Chris Flores)‏ هو موسيقي أمريكي، ولد في 31 أغسطس 1970 في شاطئ نيوبورت في الولايات المتحدة.

## وصلات خارجية
- بيغ كريس فلوريس على موقع IMDb (الإنجليزية)